# La Feria (Teksas)
La Feria je grad u američkoj saveznoj državi Teksas. Prema popisu stanovništva iz 2010. u njemu je živjelo 7.302 stanovnika.